# نيلسبرويت
نيلسبرويت (رسمياً: مبومبيلا) مدينة في شمال جنوب أفريقيا وعاصمة محافظة مبومالانجا، طبقاً لإحصاء 2001 يبلغ عدد سكان المدينة 221,474 نسمة.

## المناخ
يظهر الجدول التالي التغييرات المناخية على مدار السنة لنيلسبرويت:
| البيانات المناخية لـنيلسبرويت         | البيانات المناخية لـنيلسبرويت | البيانات المناخية لـنيلسبرويت | البيانات المناخية لـنيلسبرويت | البيانات المناخية لـنيلسبرويت | البيانات المناخية لـنيلسبرويت | البيانات المناخية لـنيلسبرويت | البيانات المناخية لـنيلسبرويت | البيانات المناخية لـنيلسبرويت | البيانات المناخية لـنيلسبرويت | البيانات المناخية لـنيلسبرويت | البيانات المناخية لـنيلسبرويت | البيانات المناخية لـنيلسبرويت | البيانات المناخية لـنيلسبرويت |
| الشهر                                 | يناير                         | فبراير                        | مارس                          | أبريل                         | مايو                          | يونيو                         | يوليو                         | أغسطس                         | سبتمبر                        | أكتوبر                        | نوفمبر                        | ديسمبر                        | المعدل السنوي                 |
| ------------------------------------- | ----------------------------- | ----------------------------- | ----------------------------- | ----------------------------- | ----------------------------- | ----------------------------- | ----------------------------- | ----------------------------- | ----------------------------- | ----------------------------- | ----------------------------- | ----------------------------- | ----------------------------- |
| الدرجة القصوى °م (°ف)                 | 40 (104)                      | 39 (102)                      | 38 (100)                      | 36 (97)                       | 35 (95)                       | 32 (90)                       | 32 (90)                       | 35 (95)                       | 38 (100)                      | 40 (104)                      | 38 (100)                      | 38 (100)                      | 40 (104)                      |
| متوسط درجة الحرارة الكبرى °م (°ف)     | 29 (84)                       | 29 (84)                       | 28 (82)                       | 27 (81)                       | 25 (77)                       | 23 (73)                       | 23 (73)                       | 25 (77)                       | 27 (81)                       | 27 (81)                       | 27 (81)                       | 28 (82)                       | 27 (81)                       |
| متوسط درجة الحرارة الصغرى °م (°ف)     | 19 (66)                       | 19 (66)                       | 18 (64)                       | 14 (57)                       | 10 (50)                       | 6 (43)                        | 6 (43)                        | 9 (48)                        | 12 (54)                       | 14 (57)                       | 17 (63)                       | 18 (64)                       | 13 (55)                       |
| أدنى درجة حرارة °م (°ف)               | 11 (52)                       | 11 (52)                       | 10 (50)                       | 5 (41)                        | 2 (36)                        | −2 (28)                       | −1 (30)                       | −1 (30)                       | 2 (36)                        | 5 (41)                        | 10 (50)                       | 10 (50)                       | −2 (28)                       |
| الهطول مم (إنش)                       | 127 (5.0)                     | 108 (4.3)                     | 90 (3.5)                      | 51 (2.0)                      | 15 (0.6)                      | 9 (0.4)                       | 10 (0.4)                      | 10 (0.4)                      | 26 (1.0)                      | 75 (3.0)                      | 115 (4.5)                     | 131 (5.2)                     | 767 (30.2)                    |
| متوسط أيام هطول الأمطار               | 14                            | 12                            | 12                            | 7                             | 4                             | 2                             | 2                             | 3                             | 5                             | 11                            | 15                            | 14                            | 100                           |
| المصدر: South African Weather Service |                               |                               |                               |                               |                               |                               |                               |                               |                               |                               |                               |                               |                               |

## توأمة
لنيلسبرويت اتفاقيات توأمة مع:
- مايا

## أعلام
- لوكاس توالا
- دوين فيرمولين
- أنطون هايغ
- كليف درايسديل
- بيث دياني أرمسترونغ